# Eucyclopera cypris
Eucyclopera cypris là một loài bướm đêm thuộc phân họ Arctiinae, họ Erebidae.